# Кларк, Уильям Смит
Уильям Смит Кларк (англ. William Smith Clark; 31 августа 1826 года — 9 марта 1886 года) — американский учёный, преподаватель химии, ботаники и зоологии.

## Ранние годы и начало карьеры
Уильям Смит Кларк родился 31 июля 1826 года в Ашфилде, штат Массачусетс, в семье сельского врача. Около 1834 года его семья переехала в Истгемптон. C 1844 по 1848 год учился в Амхерстском колледже. В 1851 году отправился изучать ботанику и химию в германском университете Георга-Августа (теперь Гёттингенский университет), в 1852 получил там докторскую степень по химии.
Позже в том же году Кларк вернулся в Амхерст и стал профессором аналитической и прикладной химии в Амхерстском колледже. Он занимал эту должность до 1867 года. Он также был профессором зоологии с 1852 по 1858 год и ботаники с 1854 по 1858 год. Вскоре после своего назначения Кларк начал продвигать сельскохозяйственное образование — этот предмет привлек его внимание во время пребывания в Гёттингене.

## Семья
В 1853 году Кларк женился на Харриет Уиллистон, дочери миссионеров, работавших в Королевстве Гавайи. У четы Кларк было 11 детей, до взрослых лет дожили лишь семеро. Один из его сыновей, Хуберт Лайман Кларк, стал известным зоологом.

## Гражданская война
Карьера Кларка была прервана Гражданской войной. В августе 1861 года он был принят в звании майора в 21-й пехотный полк штата Массачусетс. С февраля 1862 года — командир полка в звании подполковника (англ. lieutenant colonel). В битве при Нью-Берне в марте 1862 года проявил воинскую отвагу и был повышен до полковника.
В июле 1862 года полк стал частью Потомакской армии и принял участие в нескольких крупнейших сражениях войны. Во время неразберихи сражения при Шантильи 1 сентября 1862 полковник Кларк оказался отделён от своих солдат. Его сочли убитым. Он нашёлся только через четыре дня, и в Амхерсте успели опубликовать его некролог.
К апрелю 1863 года полк понёс настолько существенные потери, что многие офицеры решили уйти в отставку, в их числе был и Кларк.

## Массачусетский сельскохозяйственный колледж
Вернувшись в Массачусетс, Кларк принял активное участие в создании Массачусетского сельскохозяйственного колледжа. В частности, он добился того, что колледж разместился в Амхерсте. Впоследствии это учебное заведение было преобразовано в Массачусетский университет в Амхерсте (англ. University of Massachusetts Amherst).
В 1868 году Кларк был избран членом Американской академии искусств и наук.

## Работа в Японии
В марте 1876 года Кларк принял приглашение правительства Японии. Он возглавил сельскохозяйственную школу в Саппоро (ныне Университет Хоккайдо) и стал иностранным специалистом при правительстве.
Кларк провёл в Саппоро восемь месяцев. В этот период его начальником был губернатор Хоккайдо (будущий премьер-министр Японии) Курода Киётака. Кларк по собственной инициативе представлял Куроде рекомендации по решению различных местных социальных и экономических проблем (в то время этот остров был малонаселённой территорией, и его развитием занималась Комиссия по колонизации Хоккайдо). Губернатор часто поддерживал Кларка и воплощал его рекомендации. Кларк оказал существенное влияние на развитие Хоккайдо и запомнился японцам своим обращением к студентам: «Ребята, будьте амбициозными!» (англ. Boys, be ambitious!).
Во время своего пребывания на Хоккайдо Кларк изучил местную флору и отправил в Массачусетс большой ассортимент семян. Многие из них оказались особенно ценными для его штата, поскольку Массачусетс и Хоккайдо расположены в сходных широтах.

## Поздние годы
В 1880 году Кларк совместно с Джоном Р. Ботвеллом создал горнодобывающую компанию Clark & Bothwell. Поначалу предприятие было успешным, вследствие чего друзья, семья и бывшие коллеги Кларка из академической среды вложили значительные средства в компанию. Но в 1882 году предприятие показало убытки. Стоимость акций упала, предприятие со скандалом закрылось. Ботвелл скрылся, а репутация Кларка была разрушена. В результате скандала у него развилась болезнь сердца. Он умер в Амхерсте 9 марта 1886 года и похоронен на Западном кладбище Амхерста.